# Африканський слон
Африканський слон (Loxodonta) — рід ссавців ряду хоботних (Proboscidea). Включає два сучасні види: слон саванний (Loxodonta africana (Blumenbach, 1797)) і слон лісовий (Loxodonta cyclotis (Matschie, 1900)), які до недавнього часу вважалися підвидами єдиного надвиду, слона африканського (Loxodonta africana africana і L. africana cyclotis, відповідно). Обидва підвиди — соціальні травоїдні тварини з сірою шкірою. Однак вони відрізняються розмірами, кольором бивнів, формою та розмірами вух і черепа.

## Систематика
Зміна в систематиці групи відбудеться, якщо висновки дослідників будуть схвалені експертною групою з африканських слонів (African Elephant Specialist Group (AfESG)).
Виділення третього виду, слона східно-африканського, знаходиться під питанням.

### Види африканського слона
- Loxodonta adaurora †, можливий пращур сучасних африканських слонів
- Loxodonta africana (африканський слон саванний)
- Loxodonta cyclotis (африканський слон лісовий)
- Loxodonta atlantica †
- Loxodonta exaptata †
- Loxodonta africana pharaoensis (північно-африканський слон) †, мешкав на північ від Сахари від Атласу до Ефіопії

Саванних і лісових слонів раніше вважали підвидами виду одного виду — Loxodonta africana. Наразі згідно із новими дослідженнями з морфології та генетики, вони повинні розглядатися як окремі види.
Дослідження ядерних послідовностей ДНК, опубліковані у 2010 році, показали, що точка біфуркації лісових і саванних слонів мала місце 2,6—5,6 млн років тому, практично в той же час що й біфуркація азійських слонів і шерстистих мамонтів (2,5—5,4 млн років тому). Щодо лісових слонів було встановлено, що вищий ступінь їхньої генетичної різноманітності, можливо, віддзеркалює періодичну фрагментацію середовища їх ареалу під час кліматичних змін плейстоцену.
Всі види роду занесені в Міжнародну Червону книгу.

## Опис

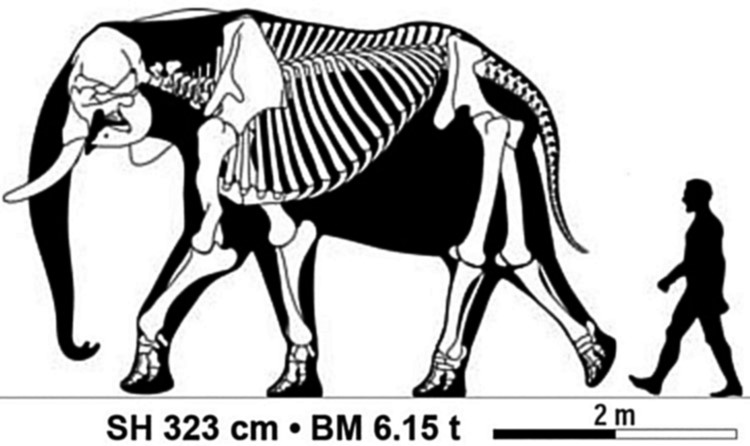
Скелет Джамбо, молодого самця саванного слона, у порівнянні з людиною

Саванний африканський слон (Loxodonta africana) — найбільша наземна тварина на світі. В оптимальних умовах, коли тварини здатні досягти повного потенціалу росту, зрілі дорослі самки сягають 2,47—2,73 м у холці та важать 2600—3500 кг, тоді як зрілі дорослі самці або «бики» сягають 3,04—3,36 м у холці й важать, в середньому, 5200—6900 кг. Найбільший задокументований самець мав 3,96 м в холці та важив, за оцінками, 10 400 кг. Їхня спина має увігнуту форму, тоді як спина африканського лісового слона (Loxodonta cyclotis) майже пряма. Африканський лісовий слон значно менший за розміром. Зрілі самці в оптимальних умовах, в середньому сягають 2,09—2,31 метра заввишки й важать 1700—2300 кілограмів.